# Bălgaranovo, Tărgoviște
Bălgaranovo (în bulgară Българаново) este un sat în comuna Omurtag, regiunea Tărgoviște,  Bulgaria. 

## Demografie
Componența etnică a satului Bălgaranovo
     Turci (98,99%)
     Nicio identificare (1%)
     Altele (0%)
La recensământul din 2011, populația satului Bălgaranovo era de 199 locuitori. Din punct de vedere etnic, majoritatea locuitorilor (98,99%) erau turci. Pentru 1,0% din locuitori nu este cunoscută apartenența etnică.